# 巴西累西腓圣殿
巴西累西腓圣殿（Recife Brazil Temple）是耶穌基督後期聖徒教會的第101个圣殿，位于巴西北部的累西腓。
1996年11月11日，总会长主持了累西腓圣殿的开工仪式。2000年12月15日，主持了奉献仪式，有7000多人参加。 
累西腓圣殿面积37,200平方英尺（3,460平方）。